# Aprilopstand
De Aprilopstand (Bulgaars: Априлско въстание, Aprilsko vastanie) was een Bulgaarse opstand tegen de overheersing door het Ottomaanse rijk. De opstand duurde van april tot mei 1876. De opstand werd bloedig neergeslagen door het Ottomaanse leger en de Basji-bozoek, wat in heel Europa en de Verenigde Staten tot felle kritiek leidde. Mede hierdoor werd Bulgarije in 1878 weer een onafhankelijk land.
De opstand besloeg alleen de delen van het Ottomaanse rijk waar voornamelijk Bulgaren woonden. De opstand kwam onder andere voort uit sentiment over het oude Bulgarije en het herstel van de Bulgaars-Orthodoxe Kerk in 1870.

## Achtergrond

Vlag van de rebellen uit Gorna Orjachovitsa. De tekst betekent "vrijheid of dood".

In het Europa van de 18e eeuw behoorden de klassieke niet-nationale staten tot de zogenaamde multi-etnische rijken, waaronder het Ottomaanse rijk. De bevolking van deze rijken bestond vaak uit vele etnische groepen met hun eigen taal. In de 19e eeuw groeide echter het verlangen naar een natiestaat en hun “nationale eenheid” op het gebied van economie, cultuur en sociaal leven. In de 19e eeuw was het Ottomaanse rijk bovendien ver achter geraakt op de rest van Europa wat betreft technologie en industrie. Verder werd de Bulgaarse bevolking sociaal en politiek onderdrukt door de Ottomanen.
Andere factoren die bijdroegen aan het ontstaan van de opstand waren de vele interne en externe problemen waar het Ottomaanse rijk in de late 19e eeuw mee te maken kreeg. In 1875 werden bijvoorbeeld de belastingen voor niet-moslims sterk verhoogd uit angst voor een nationaal faillissement. Dit leidde tot extra spanningen tussen Moslims en Christenen, wat uitmondde in de Opstand van Herzegovina. Deze opstand maakte al duidelijk hoe verzwakt het Ottomaanse rijk was.

## Voorbereidingen
In november 1875 kwamen enkele van de kopstukken van de opstand bij elkaar in de stad Giurgiu. Ze waren het er over eens dat de politieke situatie perfect was om de Bulgaarse bevolking aan te zetten tot een grote opstand. De opstand werd gepland voor april of mei 1876. Ter voorbereiding werd het gebied verdeeld in vijf districten, met elk een stad als centrum; Vratsa, Veliko Tarnova, Sliven, Plovdiv en Sofia.
De rebellen hadden ter voorbereiding al een tijdje wapens en munitie verzameld. Tijdens de voorbereiding werd besloten het vijfde district bij Sofia te laten vallen en het centrum van het vierde district te verplaatsen naar Panagyurishte. Op 14 april 1876 werd nog een bijeenkomst gehouden in Oborishte, maar dit werd door een informant doorgespeeld aan de Ottomaanse autoriteiten. Hierop werd een poging gedaan de leider van de rebellen te arresteren.

## Verloop van de opstand
Naar aanleiding van wat er was besproken in Oborishte werd de opstand twee weken eerder dan aanvankelijk was gepland uitgevoerd. De centrale rebellengroep viel het hoofdkwartier van de Ottomaanse politie aan als teken dat de opstand was begonnen. Binnen enkele dagen verspreidde de opstand zich de omliggende steden en dorpen, en op kleinere schaal ook in andere districten.
Als reactie op de opstand zetten de Ottomaanse autoriteiten verschillende Basji-bozoek in. Op 25 april werd de tegenaanval begonnen, waarbij rebellen en inwoners van verschillende steden werden vermoord. De steden Panagurishte, Peroesjtitsa, Bratsigovo en Batak werden het hardst getroffen. Halverwege mei was de opstand vrijwel geheel onderdrukt. Een van de laatste tekenen van de opstand was een poging van dichter Hristo Botev om de rebellen te hulp te komen met een groep Bulgaarse emigranten uit Roemenië. Deze werden allemaal gedood.

## Reacties
Het nieuws over de slachtingen die de Ottomanen hadden aangericht om de opstand te onderdrukken deed zich snel ronde, mede via Bulgaarse studenten aan het Robert College. In het Verenigd Koninkrijk deden The Times en de London Daily News verslag van de opstand. Aan de hand hiervan beloofde premier Benjamin Disraeli onderzoek te laten doen naar wat er werkelijk was gebeurd. In juli stuurde de Britse ambassade in Istanboel een tweede secretaris, Walter Baring, naar Bulgarije om de verhalen te onderzoeken. Tevens werd de Amerikaanse diplomaat  Eugene Schuyler gevraagd een eigen onderzoek te houden. Hij werd vergezeld door de Amerikaanse oorlogscorrespondent Januarius MacGahan, een Duitse correspondent, en een Russische diplomaat. Schuylers groep reisde drie weken lang langs de getroffen steden. In november 1876 publiceerde Schuyler zijn rapport, waarin stond dat 58 Bulgaarse steden waren vernietigd en vijftienduizend mensen zouden zijn vermoord.
Er werd geen ander onderzoek gedaan naar de slachtingen en veel historici gaan er vandaag de dag van uit dat het aantal omgekomen burgers veel lager lag dan was Schuyler rapporteerde. Schuylers rapport zorgde internationaal voor kritiek tegen de Ottomanen. De Britten, die tot dusver pro-Turks waren, keerden zich nu tegen hen. De leider van de Britse oppositie, William Ewart Gladstone, schreef een boek over de opstand getiteld "the Bulgarian Horrors", en drong erop aan dat de Britten hun steun aan Turkije zouden intrekken.
Veel prominente Europeanen, waaronder Charles Darwin, Oscar Wilde, Victor Hugo, en Giuseppe Garibaldi, spraken hun woede uit over het gedrag van de Ottomanen. Toen de Russisch-Turkse Oorlog uitbrak in 1877, weigerden de Britten om Turkije te hulp te komen. Er gingen steeds meer stemmen op dat het Ottomaanse rijk moest veranderen, wat uiteindelijk resulteerde in de Conferentie van Constantinopel. In maart 1878 werd Bulgarije dankzij het Verdrag van San Stefano weer een vrij land.